# Нагманов, Кажмурат Ибраевич
Кажмурат Ибраевич Нагманов (каз. Нағыманов Қажымұрат Ыбырайұлы; 1 июня 1948, село Карповка, Омская область — 2 июля 2022, Нур-Султан) — казахстанский государственный деятель, министр транспорта и коммуникаций в 2002—2005 годах.

## Биография
Родился 1 июня 1948 года в селе Карповка Таврического района Омской области РСФСР.
В 1971 году окончил Ленинградский институт инженеров железнодорожного транспорта, по специальности «инженер-строитель».
В 1971—1973 годах — работал по специальности мастером и старшим инженером пути на Казахской железной дороге.
В 1973—1976 годах — инструктор Павлодарского обкома комсомола, 2-й секретарь горкома ЛКСМ г. Экибастуз, инспектор Экибастузского городского комитета народного контроля.
В 1976—1978 годах — вновь главный инженер дистанции Казахской железной дороги.
В 1978—1982 годах — заведующий отделом строительства, 2-й секретарь Экибастузского горкома партии.
В 1982—1987 годах — председатель горисполкома г. Ермак в Павлодарской области.
В 1988—1991 годах — инструктор отдела транспорта и связи ЦК Компартии Казахстана, председатель Семипалатинского горисполкома.
В 1990 году избран народным депутатом Казахстана от Берегового избирательного округа № 195 Семипалатинской области, причем победил в двух турах восьмерых соперников. В Парламенте некоторое время примыкал к демократической оппозиции.
В 1991—1992 годах — был освобождённым членом Комитета по вопросам строительства и архитектуры.
В 1991 году избирался членом Совета Республик Верховного Совета СССР.
В 1992—1994 годах — вице-президент Казахской государственной корпорации предприятий атомной энергетики и промышленности КАТЭП.
В 1994—1995 годах — вновь депутат Верховного Совета, был выдвинут умеренно оппозиционной партией «Народный Конгресс Казахстана». Был председателем Комитета по промышленности, транспорту и связи.
Спустя три месяца после роспуска Парламента назначен акимом Жезказганской области (1994—1996).
Затем был акимом Восточно-Казахстанской области (1996—1997). 
В апреле 1997 года был освобождён от должности с возбуждением уголовного дела по фактам нецелевого использования бюджетных средств и «незаконного строительства сруба бани», но никакого наказания не понес.
В 1997—1999 годах — президент компании «Казэнергосервис». 
В 1999 году возвращён на госслужбу инспектором организационно-контрольного управления Администрации Президента и вскоре назначен акимом Северо-Казахстанской области (октябрь 1999).
18 мая 2002 года назначен министром транспорта и коммуникаций Республики Казахстан.
С 25 мая 2005 года — советник Президента Республики Казахстан.
С 27 января 2006 года — первый вице-президент АО «Қазақстан Темір Жолы».
Скончался 2 июля 2022 года в Нур-Султане.

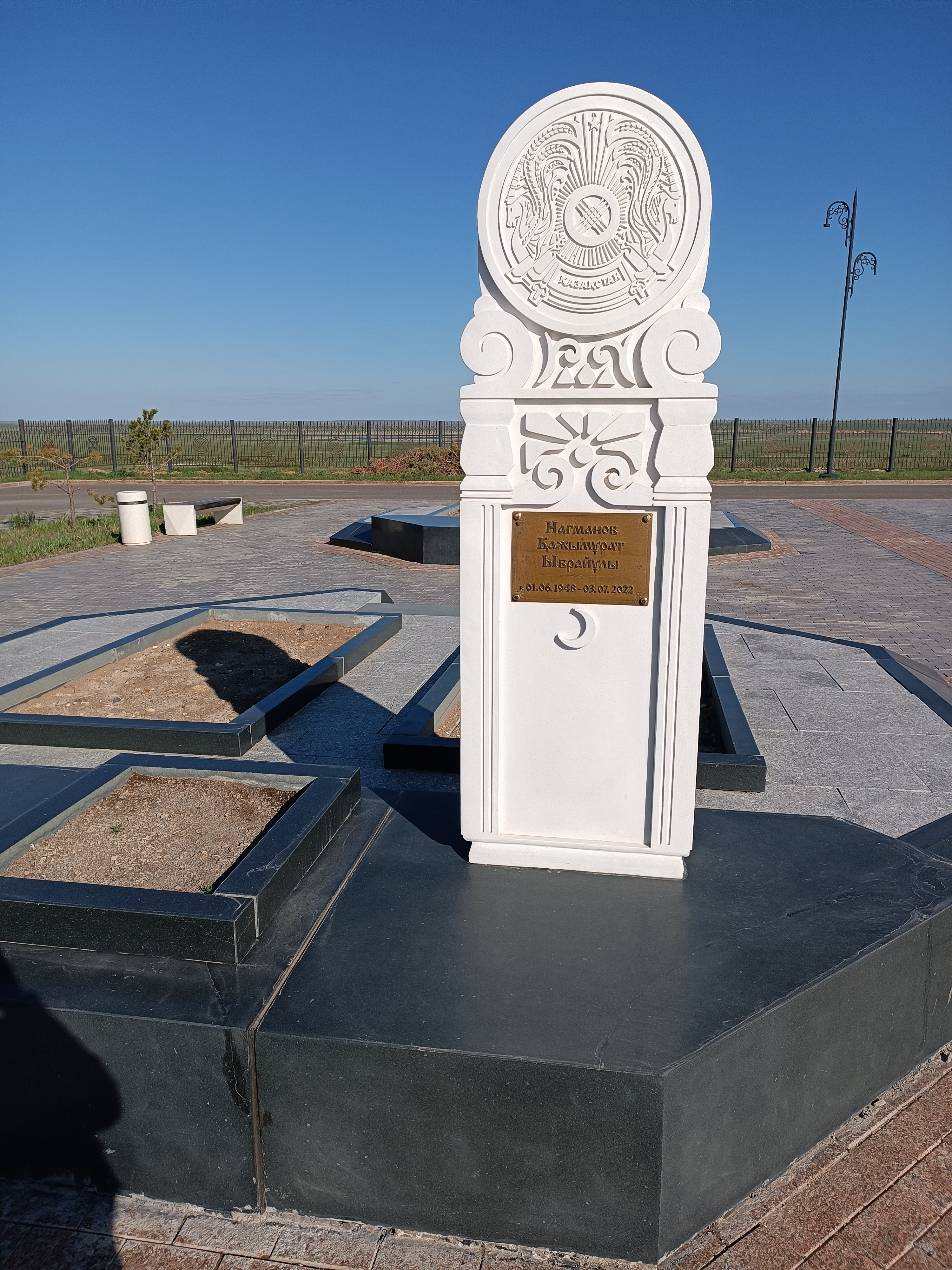

Похоронен в Национальном Пантеоне Казахстана.

## Награды
- Орден «Парасат» (2001).
- Медаль «20 лет Астане» (2018)[5][6]
- Почётный гражданин города Аксу (2011)